# Фінал Кубка Стенлі 1989

Фінал Кубка Стенлі 1989 (англ. Stanley Cup Finals) — 97-й загалом фінал Кубка Стенлі та сезону 1988–1989 у НХЛ між командами «Калгарі Флеймс» та «Монреаль Канадієнс». Фінальна серія стартувала 14 травня в Калгарі, а фінішувала 25 травня перемогою «Калгарі Флеймс».
У регулярному чемпіонаті «Монреаль Канадієнс» фінішували першими в дивізіоні Адамса Конференції Принца Уельського набравши 115 очок, а «Калгарі Флеймс» посіли перше місце в дивізіоні Смайт Конференції Кларенса Кемпбела з 117 очками.
У фінальній серії перемогу здобули «Калгарі Флеймс» 4:2. Приз Кона Сміта (найкращого гравця фінальної серії) отримав захисник «Флеймс» Ел Мак-Інніс.
Станом на 2018 рік це останній фінал у якому зійшлися команди з Канади.

## Шлях до фіналу
| Західна конференція     |          |                    |                   |                                             |
| Стадія                  | Суперник | Суперник           | Загальний рахунок | Результати матчів                           |
| Чвертьфінал конференції | С4       | Ванкувер Канакс    | 4 : 3             | 3:4 (ОТ), 5:2, 4:0, 3:5, 4:0, 3:6, 4:3 (ОТ) |
| Півфінал конференції    | С2       | Лос-Анджелес Кінгс | 4 : 0             | 4:3 (ОТ), 8:3, 5:2, 5:3                     |
| Фінал конференції       | Н4       | Чикаго Блекгокс    | 4 : 1             | 3:0, 2:4, 5:2, 2:1 (ОТ), 3:1                |

| Східна конференція      |          |                     |                   |                                   |
| Стадія                  | Суперник | Суперник            | Загальний рахунок | Результати матчів                 |
| Чвертьфінал конференції | А4       | Гартфорд Вейлерс    | 4 : 0             | 6:2, 3:2, 5:4 (ОТ), 4:3 (ОТ)      |
| Півфінал конференції    | А2       | Бостон Брюїнс       | 4 : 1             | 3:2, 3:2 (ОТ), 5:4, 2:3, 3:2      |
| Фінал конференції       | П4       | Філадельфія Флайєрз | 4 : 2             | 1:3, 3:0, 5:1, 3:0, 1:2 (ОТ), 4:2 |

## Арени
| Калгарі              | Скоушабенк-Седдлдоум Монреаль-Форумclass=notpageimage\| Арени фіналу Кубка Стенлі 1989 | Монреаль          |
| Скоушабенк-Седдлдоум | Скоушабенк-Седдлдоум Монреаль-Форумclass=notpageimage\| Арени фіналу Кубка Стенлі 1989 | Монреаль-Форум    |
| Місткість: 20 240    | Скоушабенк-Седдлдоум Монреаль-Форумclass=notpageimage\| Арени фіналу Кубка Стенлі 1989 | Місткість: 17 957 |
|                      | Скоушабенк-Седдлдоум Монреаль-Форумclass=notpageimage\| Арени фіналу Кубка Стенлі 1989 |                   |

## Серія
| 14 травня 1989 | Монреаль Канадієнс | 2 : 3 (2:2, 0:1, 0:0) | Калгарі Флеймс | Скоушабенк-Седдлдоум, Калгарі |

| Протокол                                   | Протокол                 | Протокол                                                    | Протокол    | Протокол |
| ------------------------------------------ | ------------------------ | ----------------------------------------------------------- | ----------- | -------- |
|                                            | Патрік Руа (00:00-59:03) | Голкіпери                                                   | Майк Вернон |          |
| Стефан Ріше (02:43) Ларрі Робінсон (10:01) |                          | Ел Мак-Інніс (06:51) Ел Мак-Інніс (08:33) Тео Флері (31:45) |             |          |
| 22 хв.                                     | Вилучення                | 10 хв.                                                      |             |          |
| 31                                         | Кидки                    | 35                                                          |             |          |

| 17 травня 1989 | Монреаль Канадієнс | 4 : 2 (1:0, 1:2, 2:0) | Калгарі Флеймс | Скоушабенк-Седдлдоум |

| Протокол                                                                            | Протокол   | Протокол                                  | Протокол                  | Протокол |
| ----------------------------------------------------------------------------------- | ---------- | ----------------------------------------- | ------------------------- | -------- |
|                                                                                     | Патрік Руа | Голкіпери                                 | Майк Вернон (00:00-59:15) |          |
| Ларрі Робінсон (04:18) Боббі Сміт (21:55) Кріс Челіос (48:01) Расс Куртнолл (49:35) |            | Джо Ньювендайк (25:14) Джоел Отто (33:49) |                           |          |
| 26 хв.                                                                              | Вилучення  | 20 хв.                                    |                           |          |
| 23                                                                                  | Кидки      | 32                                        |                           |          |

| 19 травня 1989 | Калгарі Флеймс | 3 : 4 (2ОТ) (1:1, 1:0, 1:2, 0:0, 0:1) | Монреаль Канадієнс | Монреаль-Форум, Монреаль |

| Протокол                                                 | Протокол    | Протокол                                                                       | Протокол   | Протокол |
| -------------------------------------------------------- | ----------- | ------------------------------------------------------------------------------ | ---------- | -------- |
|                                                          | Майк Вернон | Голкіпери                                                                      | Патрік Руа |          |
| Джо Маллен (17:15) Джо Маллен (35:35) Дуг Гілмор (53:02) |             | Майк Макфі (01:32) Боббі Сміт (41:36) Матс Неслунд (59:19) Раян Волтер (98:08) |            |          |
| 40 хв.                                                   | Вилучення   | 34 хв.                                                                         |            |          |
| 37                                                       | Кидки       | 35                                                                             |            |          |

| 21 травня 1989 | Калгарі Флеймс | 4 : 2 (0:0, 2:0, 2:2) | Монреаль Канадієнс | Монреаль-Форум |

| Протокол                                                                      | Протокол    | Протокол                                 | Протокол                 | Протокол |
| ----------------------------------------------------------------------------- | ----------- | ---------------------------------------- | ------------------------ | -------- |
|                                                                               | Майк Вернон | Голкіпери                                | Патрік Руа (00:00-58:48) |          |
| Дуг Гілмор (30:59) Джо Маллен (38:43) Ел Мак-Інніс (58:22) Джо Маллен (59:49) |             | Расс Куртнолл (50:59) Клод Лем'є (59:33) |                          |          |
| 36 хв.                                                                        | Вилучення   | 34 хв.                                   |                          |          |
| 35                                                                            | Кидки       | 19                                       |                          |          |

| 23 травня 1989 | Монреаль Канадієнс | 2 : 3 (1:3, 1:0, 0:0) | Калгарі Флеймс | Скоушабенк-Седдлдоум |

| Протокол                            | Протокол                 | Протокол                                                   | Протокол    | Протокол |
| ----------------------------------- | ------------------------ | ---------------------------------------------------------- | ----------- | -------- |
|                                     | Патрік Руа (00:00-59:03) | Голкіпери                                                  | Майк Вернон |          |
| Боббі Сміт (13:24) Майк Кін (34:17) |                          | Джоел Отто (00:28) Джо Маллен (08:15) Ел Мак-Інніс (19:31) |             |          |
| 14 хв.                              | Вилучення                | 12 хв.                                                     |             |          |
| 28                                  | Кидки                    | 28                                                         |             |          |

| 25 травня 1989 | Калгарі Флеймс | 4 : 2 (1:0, 1:1, 2:1) | Монреаль Канадієнс | Монреаль-Форум |

| Протокол                                                                                | Протокол    | Протокол                            | Протокол                 | Протокол |
| --------------------------------------------------------------------------------------- | ----------- | ----------------------------------- | ------------------------ | -------- |
|                                                                                         | Майк Вернон | Голкіпери                           | Патрік Руа (00:00-59:53) |          |
| Колін Паттерсон (18:51) Ленні Мак-Дональд (24:24) Дуг Гілмор (51:02) Дуг Гілмор (58:57) |             | Клод Лем'є (21:23) Рік Грін (51:53) |                          |          |
| 24 хв.                                                                                  | Вилучення   | 32 хв.                              |                          |          |
| 19                                                                                      | Кидки       | 22                                  |                          |          |

| Володар Кубка Стенлі 1989   |
| --------------------------- |
| Калгарі Флеймс перший титул |

## Володарі Кубка Стенлі
| Володарі Кубка Стенлі «Калгарі Флеймс» | Воротарі: Майк Вернон, Рік Вемслі Захисники: Ел Мак-Інніс, Бред Маккріммон, Дана Мурзин, Рік Наттресс, Гері Сутер, Джеймс Макоун, Роб Ремедж Нападники: Їржі Грдіна, Джо Ньювендайк, Джоел Отто, Дуг Гілмор, Джо Маллен, Ленні Мак-Дональд, Гері Робертс, Колін Паттерсон, Гокан Лооб, Тео Флері, Тім Гантер, Марк Гантер, Джим Пеплінскі, Браян Маклеллан Головний тренер: Террі Крісп Генеральний менеджер: Кліфф Флетчер |